# 市役所前停留場 (愛知縣)
市役所前停留場（日语：／ Shiyakusyo-mae teiryūjō */?），是位於愛知縣豐橋市八町通三丁目，豐橋鐵道東田本線的電車站。車站編號為5。

## 歷史
- 1925年（昭和元年） - 營門前站啟用。
- 不詳 - 營門前站廢止。
- 1950年（昭和25年） - 在戰爭後復興時期中，隨著成為雙線鐵路化，以公會堂前停留場的名稱啟用[1]。
- 1951年（昭和26年） - 車站改名為市役所前停留場。

## 電車站構造
電車站位於共用軌道（國道1號）上，設有2面2線的相對式月台（設有安全島）。月台上設有上蓋。

## 電車站周邊
- 豐橋市政廳（日语：豊橋市役所）
- 豐橋市公會堂（日语：豊橋市公会堂）
- 豐橋警署（日语：豊橋警察署）
- NHK豐橋支局
- 豐橋正教會（日语：豊橋ハリストス正教会）[2]
- 豐橋公園（日语：豊橋公園）（吉田城址、豐橋市美術博物館（日语：豊橋市美術博物館）等）[2]
- 豐橋閣日進禪寺（日语：豊橋閣日進禅寺）
- 愛知情報專門學校（日语：あいち情報専門学校）
- 豐橋市政廳前郵局
- 八町通
- 市電通
- 大手通

## 相鄰電車站
豐橋鐵道
東田本線
札木（4）－市役所前（5）－豐橋公園前（6）

## 注腳
1. ↑  市役所前停留場情報 - レール・ブルー（日語）
2. 1 2  PDF（市內電車指南）（日語）